# Belisana leclerci
Belisana leclerci is een spinnensoort uit de familie trilspinnen (Pholcidae). De soort komt voor in Thailand.